# وقت خواب برای بونزو
وقت خواب برای بونزو (به انگلیسی: Bedtime for Bonzo) فیلمی ۸۳ دقیقه‌ای به کارگردانی فردریک دکوردوا با بازی رونالد ریگان محصول کشور ایالات متحده آمریکا است.